# Weidenburg – Arena Salix

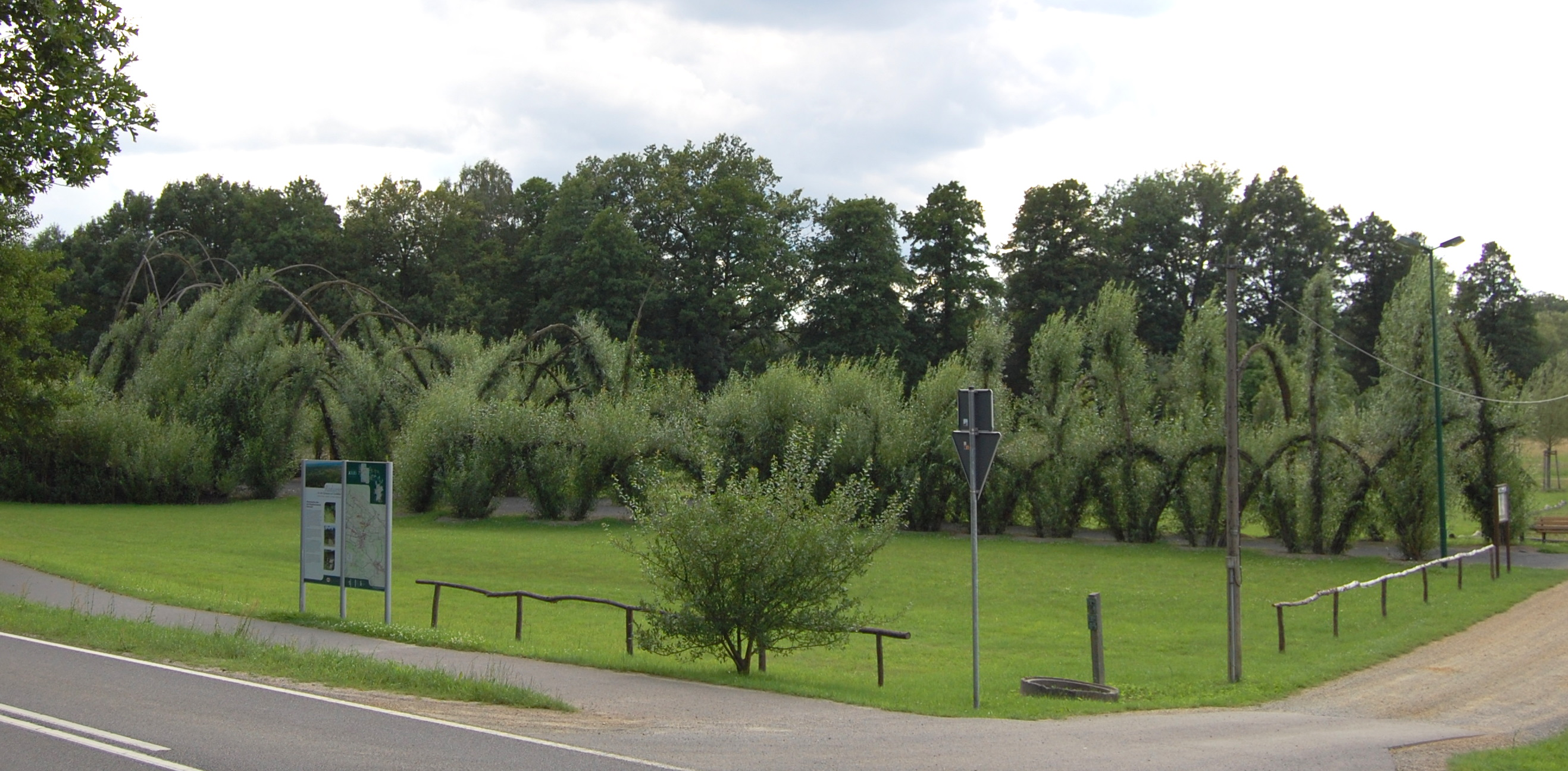
Weidenburg

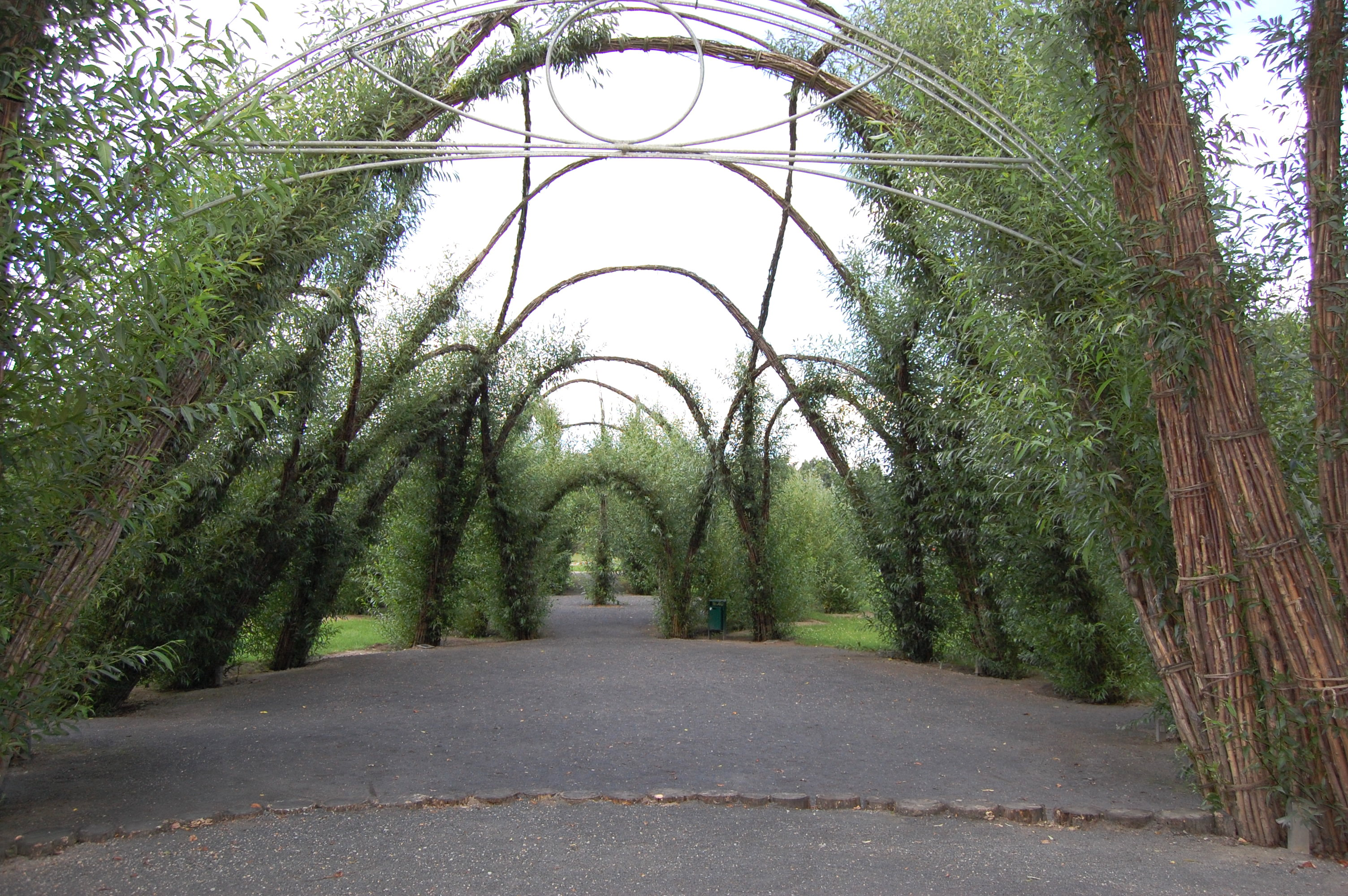
Innenraum

Die Weidenburg – Arena Salix ist ein aus lebenden Weidenruten geschaffenes Bauwerk im Spreewaldort Burg.

## Lage
Die Weidenburg liegt westlich der Landstraße von Burg nach Byhleguhre in unmittelbarer Nähe des Schlossbergs und des Burger Bismarckturms.

## Architektur
Die Anlage besteht aus geflochtenen, aber lebenden und weiter wachsenden Weidenruten der Kricketweide (Salix alba var. calva), einer Form der Silber-Weide, die entlang vorgegebener Wuchsrichtungen ein Gebäude bilden. Neben einer zentralen Innenfläche mit einem Kuppelbau gibt es einen Eingangsbereich, weitere Aufenthaltsbereiche und eine Veranstaltungsfläche. Die Befestigung der Weidenruten erfolgte mittels Kokosgarn und synthetischen Materialien. Die große Kuppel erreicht eine Höhe von 10 Metern, bei einer Grundfläche von 20 mal 14 Metern. Die Kuppel über der Bühne ist 12 Meter hoch und verfügt über eine Grundfläche von 12 mal 8 Metern. Die kleinere Eingangskuppel überspannt eine Kreisfläche mit einem Durchmesser von 8 Metern bei einer Höhe von gleichfalls 8 Metern. Das Gebäude hat, ohne den Eingangsbereich, eine Länge von 36 Metern und nimmt eine Fläche von 7878 m² ein und wurde 2006 durch den Schweizer Architekten Marcel Kalberer geschaffen. Am Bau waren vier Spezialisten für Weidenbau und etwa 30 Schüler und Studenten aus der Region beteiligt. Die Finanzierung des Objekts erfolgte durch ein LEADER-plus-Projekt. Ein ähnliches Objekt hatte der Architekt zuvor bereits mit dem Weidendom Schlepzig gleichfalls im Spreewald verwirklicht.